# Långskär (Torsholma, Brändö, Åland)
Långskär med Fiskskär är en ö i Åland (Finland). Den ligger i Skärgårdshavet och i kommunen Brändö i landskapet Åland, i den sydvästra delen av landet. Ön ligger omkring 68 kilometer öster om Mariehamn och omkring 220 kilometer väster om Helsingfors.
Öns area är 13,9 hektar och dess största längd är 1 kilometer i sydöst-nordvästlig riktning.